# Vasilisa Marzaliuk
Vasilisa Marzaliuk, née le 23 juin 1987 à Lahoïsk, est une lutteuse libre biélorusse.

## Palmarès

### Jeux olympiques
- 5e en catégorie des moins de 75 kg aux Jeux olympiques d'été de 2016 à Rio de Janeiro
- 5e en catégorie des moins de 72 kg aux Jeux olympiques d'été de 2012 à Londres

### Championnats du monde
- Médaille d'argent en catégorie des moins de 75 kg en 2017
- Médaille de bronze en catégorie des moins de 75 kg en 2015
- Médaille de bronze en catégorie des moins de 72 kg en 2012
- Médaille de bronze en catégorie des moins de 72 kg en 2011

### Championnats d'Europe
- Médaille d'argent en catégorie des moins de 75 kg en 2014
- Médaille d'argent en catégorie des moins de 72 kg en 2011
- Médaille de bronze en catégorie des moins de 76 kg en 2018
- Médaille de bronze en catégorie des moins de 75 kg en 2016
- Médaille de bronze en catégorie des moins de 72 kg en 2013
- Médaille de bronze en catégorie des moins de 72 kg en 2005

### Jeux européens
- Médaille d'or en catégorie des moins de 76 kg en 2019
- Médaille d'or en catégorie des moins de 75 kg en 2015